# Светско првенство у скоковима у воду 2011.
Светско првенство у скоковима у воду 2011. одржано је у оквиру Светског првенства у воденим спортовима у Шангају. Такмичење је одржано од 16. до 24. јула на базенима Шангајског Оријенталног спортског центра.

## Дисциплине
Такмичење се састојало од 10 дисциплина по пет у мушкој и женској конкуренцији:
- 1 м даска
- 3 м даска
- 10 м торањ
- 3 м даска синхронизовано (парови)
- 10 м торањ синхронизовано (парови)

У појединачним дисциплинама такмчање се састојало од квалификација, полуфинала и финала. Редослед скакача у квалификацијама одређен је компјутерским слободним избором, у току техничког састанка. састанак. Најбољих 18 у квалификацијама настављако је такмичење у полуфиналу.
У полуфиналу се скакало од 18 ка првом, а 12 најбољих је отишло у финале.

## Сатница
| Датум         | Време | Ниво                                              |
| ------------- | ----- | ------------------------------------------------- |
| 16. јул 2011  | 10:00 | 3 м даска синхронизовано жене, квалификације      |
| 16. јул 2011  | 13:00 | 1 м даска мушкарци квалификације                  |
| 16. јул 2011  | 17:15 | 3 м даска синхронизовано жене, финале             |
| 17. јул 2011. | 10:00 | 10 м торањ синхронизовано мушкарци, квалификације |
| 17. јул 2011. | 13:00 | 1 м даска жене квалификације                      |
| 17. јул 2011. | 17:05 | 10 м торањ синхронизовано мушкарци, финале        |
| 18. јул 2011  | 10:00 | 10 м торањ синхронизовано жене, квалификације     |
| 18. јул 2011  | 14:00 | 1 м одскочна даска мушкарци финале                |
| 18. јул 2011  | 17:15 | 10 м торањ синхронизовано жене, финале            |
| 19. јул 2011  | 10:00 | 3 м даска синхронизовано мушкасрци, квалификације |
| 19. јул 2011  | 14:00 | 1 м даска жене финале                             |
| 19. јул 2011  | 17:05 | 3 м даска синхронизовано мушкасрци, финале        |
| 20. јул 2011  | 10:00 | 10 м торањ жене, квалификације                    |
| 20. јул 2011  | 14:00 | 10 м платформа жене, полуфинале                   |
| 21, јул 2011  | 09:00 | 3 м даска мушкарци, квалификације                 |
| 21, јул 2011  | 14:00 | 3 м даска мушкарце, полуфинале                    |
| 21, јул 2011  | 17:15 | 10 м торања жене, финале                          |
| 22. јул 2011  | 10:00 | 3 м даска жене, квалификације                     |
| 22. јул 2011  | 14:00 | 3 м даска жене, полуфинале                        |
| 22. јул 2011  | 17:05 | 3 м даска мушкарце, финале                        |
| 23. јул 2011  | 10:00 | 10 м торањ мушкарци, квалификације                |
| 23. јул 2011  | 14:00 | 10 м платформа мушкарци, полуфинале               |
| 23. јул 2011  | 17:05 | 3 м даска жене, финале                            |
| 24. јул 2011  | 16:05 | 10 м торањ мушкарци, финале                       |

## Освајачи медаља

### Мушкарци
| Дисциплина                |                             | Резултат |                                          | Резултат |                                                     | Резултат |
| 1 м даска                 | Ли Шисин · Кина             | 463,90   | Хе Мин · Кина                            | 444,00   | Павло Розенберг · Немачка                           | 436,50   |
| 3 м даска                 | Хе Чонг · Кина              | 554,30   | Иља Захаров · Русија                     | 508,95   | Јевгениј Кузњецов · Русија                          | 493,55   |
| 10 м торањ                | Ћу Бо · Кина                | 585,45   | Дејвид Бодаја · Сједињене Државе         | 544,25   | Саша Клајн · Немачка                                | 534,50   |
| 3 м даска синхронизовано  | Ћин Кај · Луо Јутонг · Кина | 463,98   | Иља Захаров · Јевгениј Кузњецов · Русија | 451,89   | Јаел Кастиљо · Хулијан Санчез · Мексико             | 437,61   |
| 10 м торањ синхронизовано | Ћију Бо · Хуо Лијанг · Кина | 480,03   | Патрик Хауздинг · Саша Клајн · Немачка   | 443,01   | Олександр Горшковозов · Олександр Бондар · Украјина | 435,36   |

### Жене
| Дисциплина                    |                              | Резултат |                                      | Резултат |                                           | Резултат |
| 1 м даска                     | Ши Тингмао · Кина            | 318,65   | Ванг Хан · Кина                      | 310,20   | Тања Кањото · Италија                     | 295,45   |
| 3 м даска                     | Ву Минсја · Кина             | 380,85   | Хе Зи · Кина                         | 379,15   | Џенифер Абел · Канада                     | 365,10   |
| 10 м платформа                | Чен Жуолин · Кина            | 405,30   | Ху Јадан · Кина                      | 394,00   | Паола Еспиноза · Мексико                  | 377,15   |
| 3 м даска синхронизовано      | Ву Минсја · Хе Зи · Кина     | 356,40   | Емили Емон · Џенифер Абел · Канада   | 313,50   | Анабел Смит · Шарлин Стратон · Аустралија | 306,90   |
| 10 м платформа синхронизовано | Ванг Хао · Чен Жуолин · Кина | 362,58   | Алекс Кроук · Мелиса Ву · Аустралија | 325,92   | Кристин Штојер · Нора Субшински · Немачка | 316,29   |

## Биланс медаља
| Медаље земље домаћина |

|    | Држава           | Злато | Сребро | Бронза | Укупно |
| -- | ---------------- | ----- | ------ | ------ | ------ |
| 1. | Кина             | 5     | 1      | 0      | 6      |
| 2. | Русија           | 0     | 2      | 1      | 3      |
| 3. | Немачка          | 0     | 1      | 2      | 3      |
| 4. | Сједињене Државе | 0     | 1      | 0      | 1      |
| 5. | Украјина         | 0     | 0      | 1      | 1      |
| 5. | Мексико          | 0     | 0      | 1      | 1      |
|    | Укупно (6)       | 5     | 5      | 5      | 15     |

|            | Држава     | Злато | Сребро | Бронза | Укупно |
| ---------- | ---------- | ----- | ------ | ------ | ------ |
| 1          | Кина       | 5     | 3      | 0      | 9      |
| 2          | Аустралија | 0     | 1      | 1      | 2      |
| 2          | Канада     | 0     | 1      | 1      | 2      |
| 4          | Немачка    | 0     | 0      | 1      | 1      |
| 4          | Италија    | 0     | 0      | 1      | 1      |
| 4          | Мексико    | 0     | 0      | 1      | 1      |
| Укупно (6) | Укупно (6) | 5     | 5      | 5      | 15     |

### Биланс медаља, укупно
|            | Држава           | Злато | Сребро | Бронза | Укупно |
| ---------- | ---------------- | ----- | ------ | ------ | ------ |
| 1          | Кина             | 10    | 4      | 0      | 14     |
| 2          | Русија           | 0     | 2      | 1      | 3      |
| 3          | Немачка          | 0     | 1      | 3      | 4      |
| 4          | Аустралија       | 0     | 1      | 1      | 2      |
| 4          | Канада           | 0     | 1      | 1      | 2      |
| 6          | Сједињене Државе | 0     | 1      | 0      | 1      |
| 7          | Мексико          | 0     | 0      | 2      | 2      |
| 7          | Украјина         | 0     | 0      | 1      | 1      |
| 7          | Италија          | 0     | 0      | 1      | 1      |
| Укупно (9) | Укупно (9)       | 10    | 10     | 10     | 30     |

## Земље учеснице
У такмичењу је учествовало 222 скакача у воду (119 мушкараца и 103 жене) из 40 земаља. Највише учесника имала је екипа домаћина која је са 15 скакача учествовала у свих 10 дисциплина.
| - Азербејџан 2+0 - Аустралија 3+5 - Аустрија 1+1 - Бразил 3+1 - Белорусија 2+0 - Венецуела 2+3 - Грузија 2+0 - Грчка 3+2 | - Индонезија 4+3 - Италија 5+4 - Јапан 4+4 - Јерменија 1+0 - Канада 5+4 - Кина 8+7 - Кинески Тајпеј 0+2 - Колумбија 3+2 | - Куба 5+2 - Кувајт 4+0 - Литванија 2+0 - Мађарска 0+4 - Макао 0+4 - Малезија 5+5 - Мексико 7+6 - Немачка 5+6 | - Норвешка 3+0 - Пољска 1+0 - Румунија 0+2 - Русија 6+6 - Северна Кореја 3+2 - Сједињене Државе 6+8 - Уједињено Краљевство 5+6 - Украјина 5+5 | - Финска 1+0 - Француска 2+3 - Холандија 2+1 - Хонгконг 2+2 - Чиле 2+0 - Швајцарска 1+0 - Шведска 3+2 - Шпанија 1+2 |